# Babic
Babicul este un salam crud-uscat, originar din județul Buzău. Este preparat de obicei din carne de porc și de vită, condimentat cu mult piper și boia de ardei iute, presat, uscat și afumat.

## Etimologie
Termenul de babic provine din echivalentul din limba bulgară, babek, derivat cel mai probabil din baba, care înseamnă bunică. Numele mezelului poate fi astfel interpretat ca salamul bunicii.

## Istorie
Babicul a apărut în județul Buzău odată cu venirea migranților bulgari în Muntenia în secolul al XVII-lea. Deoarece administrația Imperiului Otoman a încercat să îi recupereze pe refugiații bulgari din Țara Românească, mulți dintre aceștia au pretins că sunt sârbi, limbile lor fiind din familia slavă și cu o fonetică asemănătoare. Din acest motiv, babicul mai este cunoscut și sub numele de babic sârbesc.

## Descriere
Cu un gust picant care variază de la ușor la intens, în funcție de cantitatea de ardei iute folosită, acest salam tradițional este consumat de obicei ca aperitiv și este de adesea servit cu rachiu de prune, vin roșu sau bere rece. Babicul poate fi folosit, de asemenea, în diverse mâncăruri românești, cum ar fi supe, omlete, pilafuri sau tocănițe. Un baton de babic trebuie să aibă o lungime de aproximativ 40 cm, iar consistența trebuie să fie fermă.

## Preparare
Carnea proaspătă de vită și porc (uneori și oaie) este tocată fin, frământată în mai multe rânduri, asezonată și condimentată cu pastă de ardei sau boia de ardei iute sau dulce. Membrana folosită pentru producția de babic este intestinul subțire de vițel (de cel puțin 200 kg, dar nu mai mult de 350 kg) bine curățat și sărat timp de 3-5 zile. După umplere, salamul se leagă bine la capete cu sfoară. Salamul se pune între două plăci de lemn peste care se așează greutăți și se lasă 2–3 zile, după care se lasă la uscat timp de 5–7 zile. În final, se afumă la rece timp de câteva ore.